# فيزكالك
فيزيكالك (الإنجليزية: VisiCalc) ("الآلة الحاسبة المرئية") هو أول برنامج جداول بيانات لأجهزة الكمبيوتر الشخصية، تم إصداره في الأصل لجهاز آبل 2 بواسطة فيزي كورب في 17 أكتوبر 1979. يُعتبر هذا هو التطبيق القاتل لجهاز آبل 2، حيث حوّل الكمبيوتر الصغير من مجرد هواية لعشاق الكمبيوتر إلى أداة عمل جادة، ثم دفع شركة آي بي إم إلى تقديم جهاز آي بي إم الشخصي بعد عامين. تم بيع أكثر من 700 ألف نسخة من الكتاب خلال ست سنوات، وما يصل إلى مليون نسخة على مدار تاريخه.[بحاجة لمصدر]
تم تطوير VisiCalc في البداية لجهاز كمبيوتر آبل 2 باستخدام مُجمِّع 6502 يعمل على نظام تقاسم الوقت مولتكس، وتم نقله إلى العديد من المنصات، سواء أنظمة 8 بت وبعض أنظمة 16 بت المبكرة. وللقيام بذلك، قامت الشركة بتطوير منصات نقل أنتجت إصدارات متوافقة مع الأخطاء. اتبعت الشركة نفس النهج عندما تم إطلاق جهاز آي بي إم PC، حيث أنتجت منتجًا مطابقًا بشكل أساسي لإصدار آبل 2 الأصلي ذي 8 بت. كانت المبيعات نشطة في البداية، إذ بيعت حوالي 300 ألف نسخة.[بحاجة لمصدر]. يستخدم فيزيكالك صيغة A1 في الصيغ.
عندما تم إطلاق لوتس 1-2-3 عام 1983، مستفيدًا بشكل كامل من الذاكرة الموسعة وشاشة جهاز آي بي إم PC، انخفضت مبيعات فيزيكالك بسرعة كبيرة لدرجة أن الشركة أصبحت مفلسة قريبًا. عام 1985 اشترت شركة لوتس ديبارتمينت الشركة  وأنهت مبيعات فيزيكالك.

## تاريخه

### فيزيكالك
- 1979: أبل 2
- 1980: أبل 3، TRS-80 Model III، آبل 2، آي بي إم PC، TRS-80 Model 2، PET CBM-80، HP 125، أتاري 8 بت
- 1981: جهاز كمبيوتر آي بي إم، جهاز سوني SMC-70

### فيزيكالك المتقدم
- 1982: آبل 3 [15]
- 1983: Apple IIe [15]
- 1983: TRS-80 الطراز 4،[16] الطراز II (مع بطاقة توسيع ذاكرة الوصول العشوائي) والطراز 16.[17] تم استخدام الذاكرة البنكية بما يتجاوز 64 كيلو بايت الأساسية.
- 1984: جهاز كمبيوتر آي بي إم الشخصي[18]

## قراءة إضافية
- Grad، B. (2007). "تأسيس فيزي كال وزوالها". حوليات معهد مهندسي الكهرباء والإلكترونيات لتاريخ الحوسبة. ج. 29 ع. 3: 20–31. DOI:10.1109/MAHC.2007.4338439.
- Campbell-Kelly، M. (2007). "تحليل الأرقام بدون برمجة: تطور قابلية استخدام جداول البيانات". IEEE Annals of the History of Computing. ج. 29 ع. 3: 6–8. DOI:10.1109/MAHC.2007.4338438.

## روابط خارجية
- موقع VisiCalc الخاص بـ Dan Bricklin – مع معلومات تاريخية بالإضافة إلى إصدار قابل للتنزيل للكمبيوتر الشخصي
- "تنفيذ VisiCalc" – بقلم بوب فرانكستون، على موقعه الإلكتروني
- هل كان VisiCalc أول جدول بيانات؟ – بقلم دان بريكلين، على موقعه الإلكتروني
- ثلاث دقائق: عرابو جداول البيانات – PC World — مقابلة مع مبتكري VisiCalc
- Techdirt: ماذا لو تم تسجيل براءة اختراع VisiCalc؟
- TRS-80 VisiCalc والمزيد
- محاضرة TED - "دان بريكلين: تعرف على مخترع جدول البيانات الإلكتروني"
- محاضرة TEDx - "مشكلة غيّرت العالم | دان بريكلين | TEDxBeaconStreet"
- VisiCalc (1979) — أرشيف الإنترنت، يمكن تشغيله في محاكي في المتصفح المحلي.